# 皮夏切
48°36′44″N 25°11′20″E / 48.61222°N 25.18889°E
皮夏切（烏克蘭語：Пищаче），是烏克蘭的村落，位於該國西部伊萬諾-弗蘭科夫斯克州，由科洛梅亞區負責管轄，始建於1398年，面積1.67平方公里，2001年人口220，人口密度每平方公里132.1人。